# Anime News Network
Anime News Network (ANN) er en hjemmeside med nyheder, artikler og blogs om anime, manga, videospil, japansk popmusik og andet af interesse for fans af disse med primær fokus på USA, Canada og Japan. Af og til er der også nyheder fra resten af verden ligesom der separate sider for Australien og Storbritannien. Udover nyheder er der også anmeldelser, andet redationelt stof, et forum hvor læserne kan diskutere aktuelle emner og en encyklopædi med et stort antal anime og manga med grundlæggende data, information om folkene bag, afsnitslister og plot.
Hjemmesiden er grundlagt i juli 1998 af Justin Sevakis og hævder selv at være den førende engelsksprogede kilde til nyheder og information om anime og manga på internettet.